# Drujba, Terebovlea
Drujba (în ucraineană Дружба) este o așezare de tip urban din raionul Terebovlea, regiunea Ternopil, Ucraina. În afara localității principale, nu cuprinde și alte sate.

## Demografie
Componența lingvistică a așezării de tip urban Drujba
     Ucraineană (99,45%)
     Alte limbi (0,55%)
Conform recensământului din 2001, majoritatea populației așezării de tip urban Drujba era vorbitoare de ucraineană (99,45%), existând în minoritate și vorbitori de alte limbi.